# Псеудопаренхим
Псеудопаренхим је привидно ткиво које се назива још и збијени плектенхим, јер је спој ћелија које га чине збијен. Име му потиче од тога што подсећа на паренхим биљака. Код гљива, хифе које га чине нису јасно уочљиве у формираној структури, али је она свакако хифалног порекла.

## Примери
Ово ткиво је пронађено код представника гљива (рецимо сачињава плодонсоно тело печурке), и у талусима неких црвених алги. Такође је пронађено и у талусима неких мрких алги.